# Государственная морская академия имени адмирала С. О. Макарова
Госуда́рственная морска́я акаде́мия и́мени адмира́ла С. О. Мака́рова (1876—2014) — существовавшее до 2014 года федеральное бюджетное образовательное учреждение высшего профессионального образования (ФБОУ ВПО). Готовила различных специалистов для гражданского торгового флота. Подготовка кадров для морского транспорта велась в соответствии с Государственными образовательными стандартами, согласованными с требованиями Международной конвенции о подготовке и дипломировании моряков и несении вахты (ПДНВ) 1978 года Международной морской организации (ИМО). Кроме всего прочего вуз осуществлял подготовку инженеров для отечественных судов с атомными энергетическими установками, а также целевую подготовку специалистов для обслуживания Северного морского пути. К числу таких специалистов относятся не только командный состав атомных ледоколов, но и метеорологи, океанологи, гидрографы, радиоинженеры. В академии преподавали 77 докторов наук и профессоров, 186 кандидатов наук и доцентов.

## История
Академия ведёт свою историю от мореходных классов Санкт-Петербургского речного яхт-клуба, основанных 7 мая 1876 года по указу Александра II. 6 мая 1902 года на базе мореходных классов было учреждено училище дальнего плавания, получившее имя Петра I в связи с 200-летием основания Санкт-Петербурга. 13 июня 1905 года училище было реорганизовано в Санкт-Петербургские соединенные училища дальнего плавания и судовых механиков торгового флота императора Петра I.
В феврале 1919 года соединенные училища были преобразованы в Петроградский техникум водных сообщений (с 26 января 1924 года — Ленинградский морской техникум). В 1944 году Государственный комитет обороны постановлением № ГКО-5311 создаёт (вуз) Ленинградское высшее мореходное училище.
Через 10 лет оно объединяется с Ленинградским арктическим морским училищем (в 1935-45 годах — Гидрографический институт Главсевморпути), которому в 1949 году было присвоено имя прославленного русского адмирала С. О. Макарова — образуется Ленинградское высшее инженерное морское училище имени адмирала С. О. Макарова (ЛВИМУ). В декабре 1990 года ЛВИМУ получило статус академии.
11 сентября 2012 г. министром транспорта Российской Федерации подписан приказ № 341, согласно которому ГМА им. С. О. Макарова присоединена к Санкт-Петербургскому государственному университету водных коммуникаций. Объединённое высшее учебное заведение называется «Государственный университет морского и речного флота имени адмирала С. О. Макарова».

## Связаны с академией

### Руководители
- В. Н. Кошкин — начальник ЛВИМУ им. адмирала С. О. Макарова (1954—1966).
- И. И. Костылев — начальник ГМА им. адмирала С.О Макарова (1996—2007), президент академии (2007—2013).

### Известные преподаватели
- А. П. Баранов
- Т. В. Бикезина
- И. А. Блинов
- Л. М. Броневицкий
- В. В. Буров
- Е. Л. Ващенко
- М. Ю. Горина
- В. Г. Глухов
- О. В. Григорьева
- В. В. Измайлов
- Л. А. Иванов
- А. А. Ильин
- Ф. М. Кацман
- Б. Ф. Клочков
- В. Е. Кузнецов
- А. Л. Кузнецов
- В. Б. Лебедев
- С. П. Лисин
- Г. В. Макаров
- Н. Н. Матусевич
- Г. С. Осипов
- В. Ю. Рыков
- Р. В. Сагитов
- А. Е. Сазонов
- Б. А. Слепцов-Шевлевич
- С. В. Смоленцев
- В. И. Снопков
- В. В. Томсон
- П. В. Томсон
- А. П. Шершов
- В. А. Шматков
- Ю. М. Шокальский
- Э. П. Штумпф
- В. В. Шутенко
- Я. Я. Эглит

### Известные выпускники
- Абакумов, Борис Фёдорович
- Зыков, Евгений Кириллович
- Константиновский, Майлен Аронович
- Тюльпанов, Вадим Альбертович
- Филатов, Никита Александрович
- Хатажаев, Малик Атхамович
- Дмитриев Владимир Иванович

## Студенческий спорт
Вуз является участником чемпионатов в рамках розыгрыша Кубка Вузов.

## Кампус
Академия имеет пять учебных городков в Санкт-Петербурге:
- на Васильевском острове (Косая линия, 15а и на 22-я линия, д. 9)
- в посёлке Стрельна (Санкт-Петербургское шоссе, 43)
- на Охте (Заневский проспект, 5)
- на Большом Смоленском проспекте
- на улице Двинской, 5/7

## Структура академии

### Факультеты
- арктический
- международного транспортного менеджмента
- электромеханический
- судоводительский
- судомеханический
- радиотехнический
- портовой техники и электромеханики
- морского права (с 2009 года)
- отделение заочной формы обучения

Кроме того, в состав Академии входит Морской колледж, осуществляющий подготовку по программам среднего профессионального образования на базе 9-10 и 11 классов.

### Филиалы
Академия имеет два филиала: филиал в городе Мурманске и филиал в городе Архангельске. Открыт филиал с 2016 года в г. Великий Устюг (Вологодская область).

#### Арктический морской институт имени В. И. Воронина
Филиал ГУМРФа имени С. О. Макарова в Архангельске имеет название «Арктический морской институт имени В. И. Воронина».

## Сертификация и аккредитация
В 1994 году академия прошла аттестацию отдела образования и сертификации Международной морской организации (ИМО). Факультеты и отдельные обучающие курсы имеют аккредитацию Морской администрации Норвегии, Международной гидрографической организации. В 1998 году академия вступила в Ассоциацию морских колледжей радио и электроники (англ. Association of Marine Electronic and Radio Colleges (AMERC).

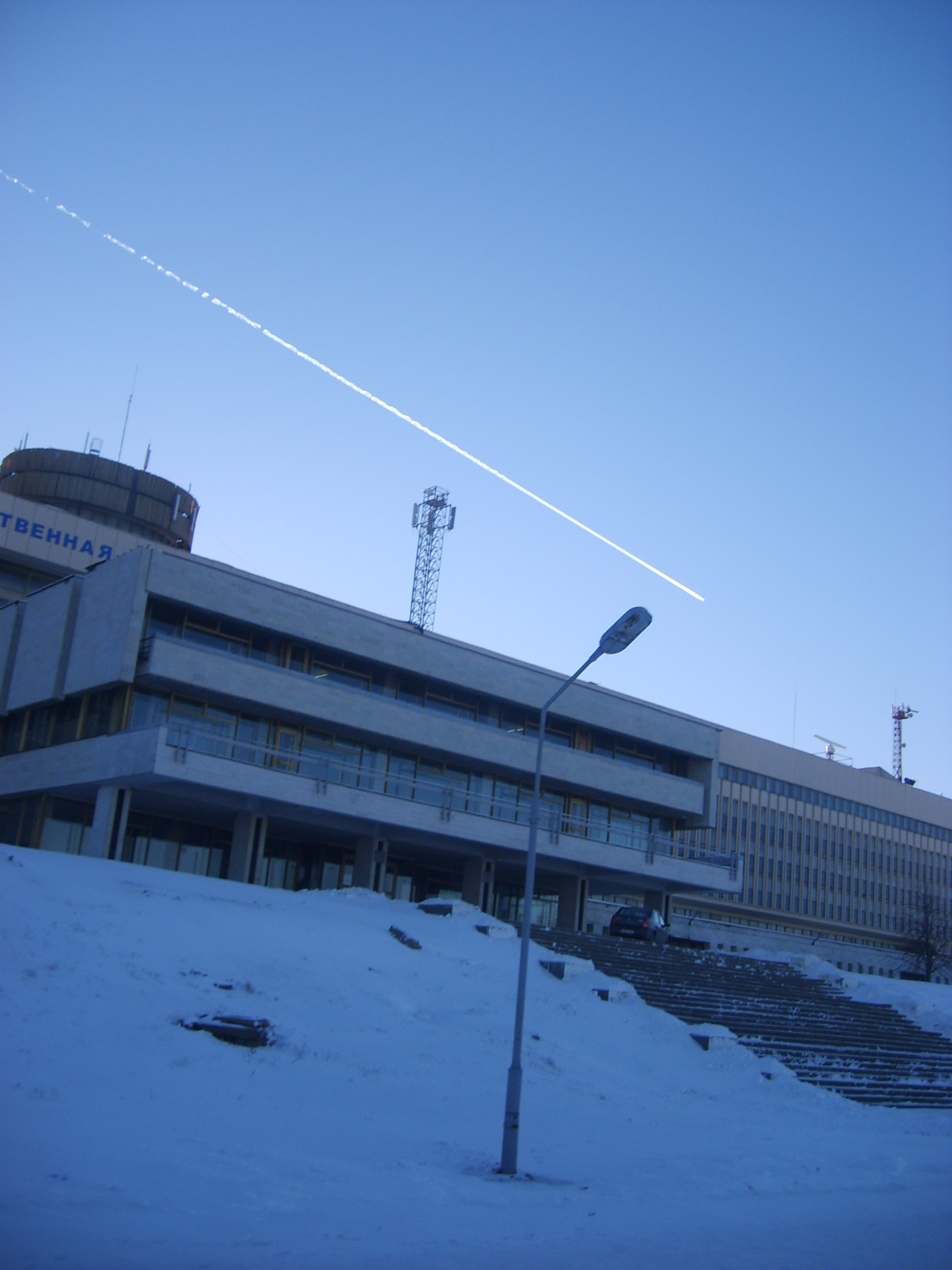
ГМА им.адмирала Макарова в п.Стрельне
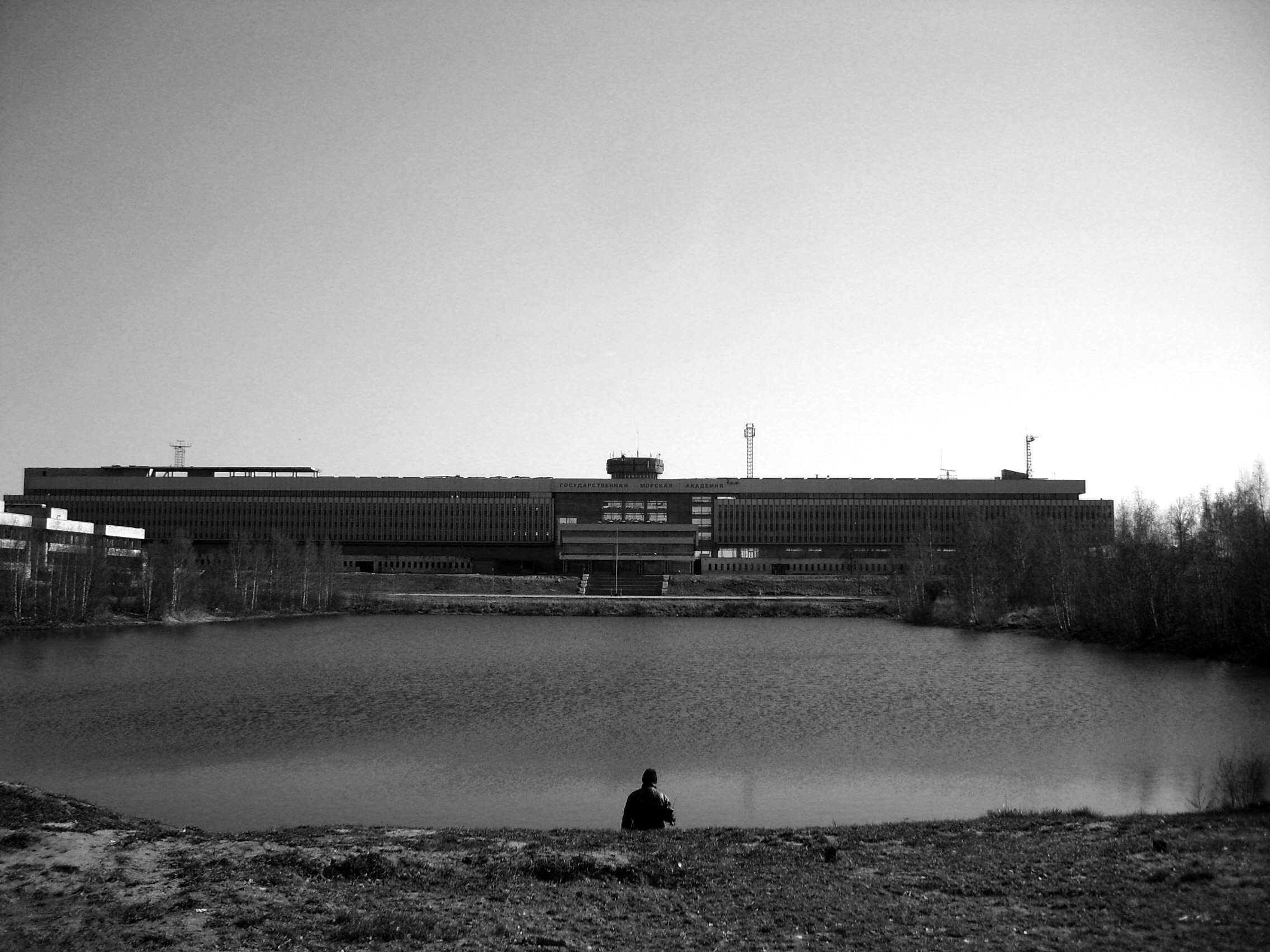
Вид на академию
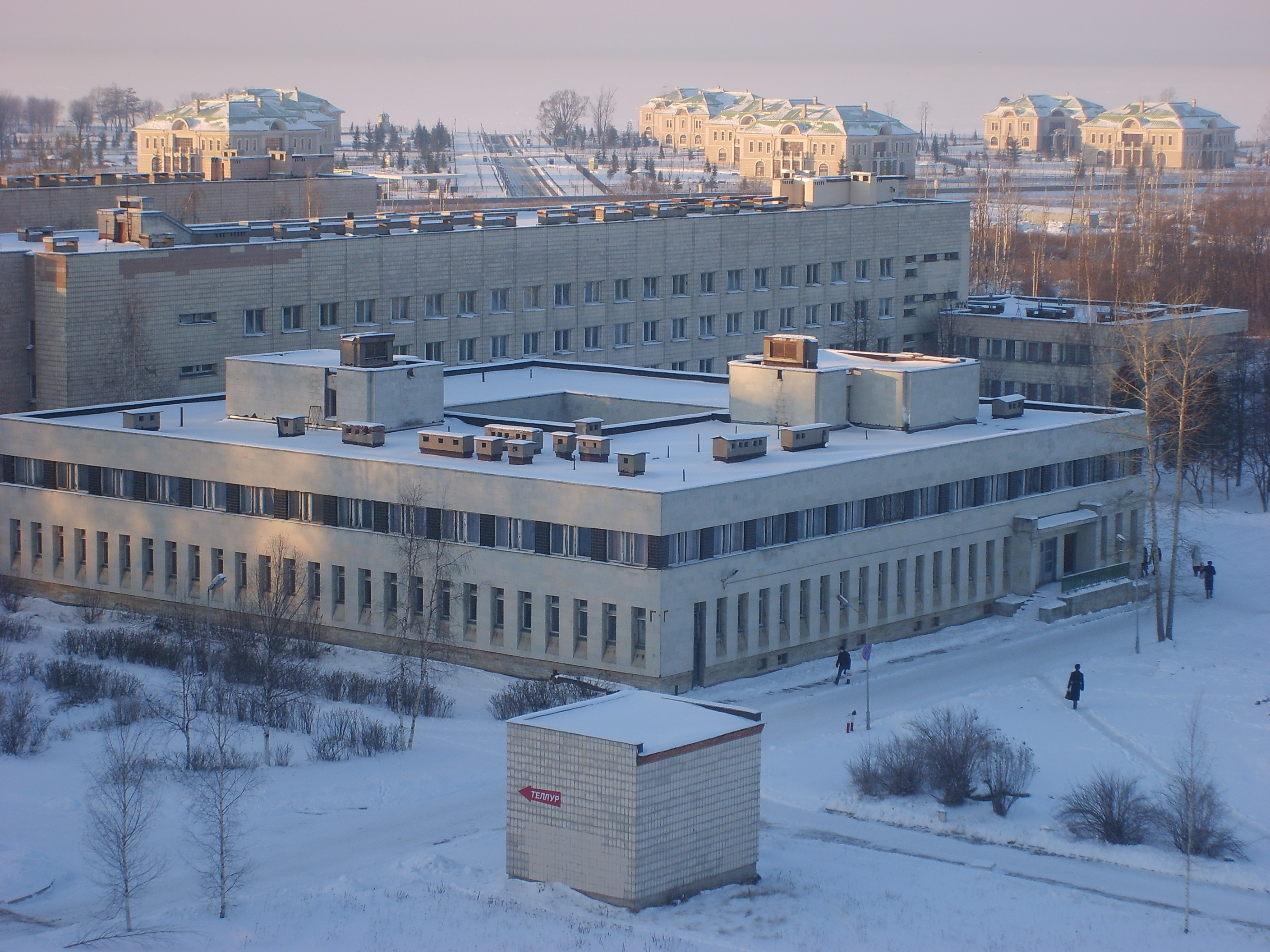
Вид с 5-го этажа на УГ-4
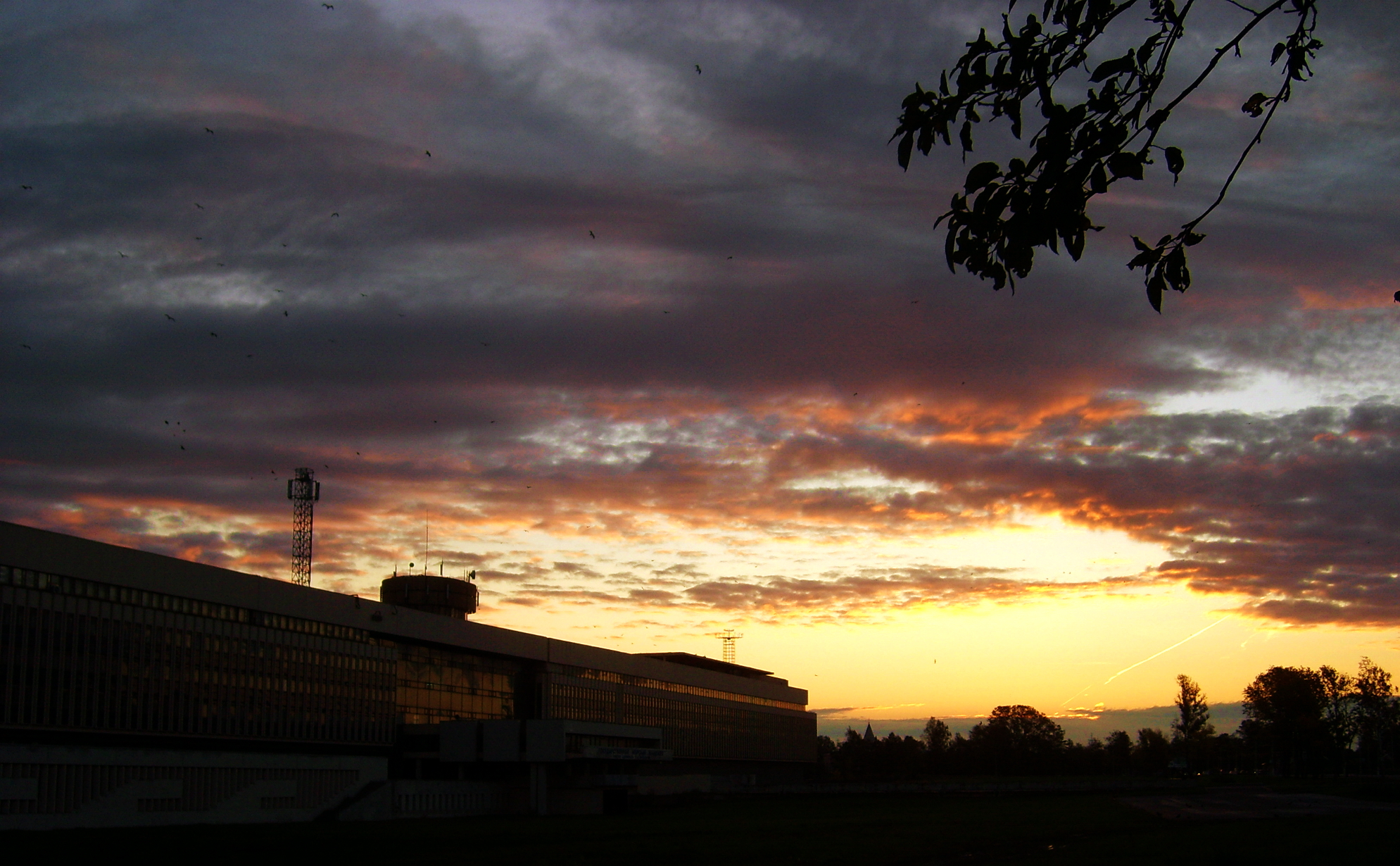
Утро в п.Стрельна